# Norwegian School of Economics
La Norwegian School of Economics (Norges Handelshøyskole en norvégien), communément abrégé en NHH, est une école de commerce norvégienne basée à Bergen. Fondée en 1936 par le roi Haakon VII, elle est la plus ancienne école de commerce du pays. Elle est considérée comme le meilleur établissement d'enseignement supérieur en sciences économiques et administration des affaires de Norvège,.
Avant sa création en 1936, les seuls établissements norvégiens offrant des formations en économie étaient les universités (principalement l'université d'Oslo, depuis le XIXe siècle en tant que sous-discipline du droit). La gestion et le commerce n'étaient quant à eux pas considérés comme des disciplines académiques ; ainsi il n'existait alors aucun programme reconnu dans ces domaines. NHH a été fondée dans le but d'offrir la première formation en business reconnue en Norvège. La formation était alors courte (d'une durée de deux ans) et dénommée handelskandidat (candidat commercial). En 1963, la formation est renommée et prend le nom de siviløkonom (en) (littéralement « économiste civil », titre ayant des équivalents en Suède et au Danemark), et comprend quatre années d'études supérieures. De nos jours, NHH propose plusieurs masters et doctorats et a élargi son domaine de compétence à l'économie, particulièrement la microéconomie. 
L’école est fortement orientée vers l’international. Elle participe à des programmes d’échange avec plus de 170 établissements dans plus de 50 pays. Parmi ses partenaires internationaux, on trouve des établissements prestigieux tels que : université Cornell, université Duke, université de Californie à Berkeley, New York University (Stern), Vanderbilt University (Owen), l'université de Manchester, l'université McGill, Hong Kong University of Science and Technology (HKUST), Erasmus University Rotterdam (RSM), l'Université de Saint-Gall, Stockholm School of Economics ou encore l'université Keiō. Parmi ses partenaires français, on peut citer l'ESSEC, HEC Paris, Audencia, Sciences Po, l'EDHEC, l'EM Lyon ou encore Grenoble École de management.
NHH est la seule école norvégienne membre de l’alliance CEMS qui rassemble 31 écoles de commerces de premier ordre dont HEC Paris, la London School of Economics, la Stockholm School of Economics, l'ESADE (Barcelone), ou encore l'université Bocconi (Milan). Elle est également la seule école du pays à être membre du partenariat PIM. En décembre 2010, le classement du Financial Times des meilleures écoles de commerce la place au 1er rang national et au 31e rang européen. En outre, NHH détient depuis 2001 l'accréditation EQUIS.
La Norwegian School of Economics est l'établissement d'enseignement supérieur le plus sélectif du pays en business administration et économie. En effet, l'entrée en première année du programme bachelor a reçu plus de candidatures que n'importe quel autre établissement pendant sept années consécutives (2007-2013). Le taux de sélection est d'environ 10,8% par année. En 2016, NHH a reçu 4343 dossiers de candidatures à l'entrée en bachelor pour seulement 470 places disponibles. L'admission dans le programme Master of Science in Economics and Business Administration est également très compétitive, puisque seul un candidat sur huit est admis en master : le taux d'admission n'est donc que d'environ 12 %. Le taux d'admission d'étudiants internationaux est encore plus faible : en 2016, NHH a reçu plus de 1500 candidatures d'étudiants étrangers ; seuls 118 d'entre eux ont été admis au programme MSc in Economics and Business Administration.  

## Historique

### 1900-1936: Création d'une école de commerce en Norvège
Les communautés d'entrepreneurs de Bergen et d'Oslo ont commencé à songer à la création d'une école de commerce en Norvège dès la fin du XIXe siècle. À cette époque, plusieurs écoles de commerce avaient déjà ouvert leurs portes à travers l'Europe, et les premières écoles de commerce de Scandinavie ouvrirent à l'aube du XXe siècle sur le modèle des handelshochschule allemandes. Par exemple, la Stockholm School of Economics ouvrit en 1909 ; la Copenhagen Business School ouvrit ses portes en 1917. La même année, le Storting (parlement norvégien) prit des résolutions en faveur de la création d'une école de commerce nationale norvégienne. 

### 1936-1963: Ouverture et début d'activité
Après une période de lobbying et un travail acharné, surtout de la part de Kristoffer Lehmkuhl (en), NHH a finalement été ouverte par le roi Haakon VII le 7 septembre 1936, dix ans avant l'établissement de l'Université de Bergen. La forte implication de la communauté économique de Bergen dans ce projet explique non seulement la localisation de NHH, mais aussi les liens privilégiés de l'établissement avec les entreprises et ce dès son ouverture.  
À l'époque, le corps professoral comprenait moins de dix personnes et chaque promotion ne comptait qu'une soixantaine d'élèves. Le premier programme enseigné était dénommé Handelsdiplom (diplôme de commerce) et les diplômés se voyaient conférer le titre de Handelskandidat (diplômé en commerce). Le programme durait initialement deux ans ; à partir de 1938, une année supplémentaire optionnelle a été ajoutée pour les étudiants souhaitant devenir professeur. En 1946, le programme Handelsdiplom a été rallongé d'un an et durait donc trois années complètes. 
Après le second conflit mondial, l'influence américaine se fit sentir sur le pays, y compris NHH. Les diplômés et les enseignants commencèrent à aller aux États-Unis pour poursuivre leurs études, voire y travailler. Cette tendance se confirma et se renforça au cours des années 1960 et 1970. Dès le début des années 1950, un fort besoin d'un programme doctoral émergea. Ainsi, NHH reçut du gouvernement norvégien l'autorisation de délivrer des doctorats en 1956, et le premier docteur en économie reçut son diplôme l'année suivante. 

### 1963-1980: Un nouveau campus et croissance rapide
À la fin des années 1950, NHH avait largement dépassé ses objectifs initiaux et l'on construisit un nouveau campus situé à Sandviken (en), quartier proche du centre de Bergen. L'école emménagea dans son nouveau campus en 1963. Ce déménagement permit à NHH de s'agrandir encore plus, non seulement en termes d'étudiants inscrits, mais aussi en termes du nombre de professeurs. Ainsi, l'école passa de promotions composées de seulement 60 étudiants, à des promotions de plus de 200 étudiants. 
Cette époque fut marquée par la forte croissance du corps professoral. Les nouvelles installations permirent d'accueillir davantage de professeurs, jeunes et talentueux, et par conséquent la recherche obtint une place de premier ordre. Beaucoup de diplômés partaient poursuivre leurs études (parfois jusqu'au doctorat) aux États-Unis et revenaient à NHH avec de l'expérience internationale et un intérêt croissant pour la recherche. Beaucoup profitaient de congés sabbatiques pour poursuivre leurs recherches à l'étranger, et le nombre de publications dans les revues internationales spécialisées augmenta fortement. Le professeur Karl Borch (en) était le principal initiateur de cette internationalisation de la recherche. 
C'est à cette époque que l'économiste et professeur Jan Mossin (en) publia son article Equilibrium in a Capital Asset Market dans la revue Econometrica. Cet article contribua grandement au développement du Capital Asset Pricing Model (CAPM). À la même époque, Mossin revint à NHH après avoir obtenu son doctorat à l'université Carnegie-Mellon, établissement où le futur lauréat du prix Nobel d’économie Finn E. Kydland ira également effectuer son doctorat. 
Le nombre de programmes enseignés à NHH augmenta à mesure que le corps professoral se développa. En 1963, le Handelsdiplom changea de dénomination et devint le siviløkonom (en) ; les diplômés de NHH recevait également ce titre à la fin de leurs études. En 1973, Dag Coward (en) créa un programme de master (høyere revisorstudium, ou HRS) destiné aux étudiants souhaitant se spécialiser en audit, comptabilité et gestion financière des entreprises. Le siviløkonom devint un programme sur quatre ans en 1975.

### 1980-2000: Spécialisation et expansion internationale
Au début des années 1980, un nouveau PhD fut mis en place et fut décerné pour la première fois en 1985. Le nombre de nouveaux docteurs en économie par année passa de 1 en 1985 à 12 en 1990. 
L'effort de NHH envers la recherche et l'ouverture à l'international fut récompensé en 1984 : l'école est alors classée au 7e rang mondial et au 3e rang européen par l'American Economic Review parmi les écoles de commerce des pays non anglophones en termes de publications.  
En 1984, NHH signa son premier partenariat d'échanges avec la Stockholm School of Economics, et devint en 1986 la première école norvégienne toutes disciplines confondues à proposer un master entièrement enseigné en anglais (Master in International Business). NHH accorda dès lors de plus en plus d'importance aux échanges internationaux et à la signature de nouveaux partenariats pour permettre à ses étudiants d'effectuer un ou deux semestres à l'étranger. De plus, NHH rejoint la prestigieuse Community of European Management Schools and International Companies (ou CEMS) et le programme européen Erasmus en 1992, ainsi que le réseau PIM (Partnership in International Management) en 1995. 
Le nombre d'enseignants comme celui d'étudiants continua de croître dans les années 1980 et 1990. En 1985, NHH comptait 1670 étudiants et 198 professeurs.

### Depuis 2000: Croissance continue et entrée dans leXXIesiècle
Le programme siviløkonom passa de quatre à cinq ans en 2003. En accord avec le processus de Bologne, le programme se décompose en trois années de Bachelor of Science in Economics and Business Administration et deux années de Master of Science in Economics and Business Administration. 
En 2004, Finn E. Kydland, ancien étudiant et désormais professeur à NHH, fut récompensé par le Prix Nobel d'économie, conjointement avec Edward C. Prescott de Arizona State University. Kydland était en plein cours magistral lorsque les nouveaux récipiendaires du célèbre prix furent annoncés. 
En 2007, NHH créa un nouveau programme de master intégralement dispensé en anglais : Énergie, Ressources naturelles et Environnement (MSc in Energy, Natural Resources and the Environment). 
Le 1er juillet 2011, le nom anglais de l'école a été raccourci, passant de Norwegian School of Economics and Business Administration à Norwegian School of Economics.

## Enseignements
NHH propose les formations suivantes :
- Une licence en Sciences économiques et Administration des affaires (Bachelor i økonomi og administrasjon) enseignée en norvégien ;
- Un master en audit et expertise comptable (Master i regnskap og revisjon) enseigné en norvégien ;
- Un master en Sciences économiques et Administration des affaires (Master i økonomi og administrasjon ou MSc in Economics and Business Administration) enseigné en norvégien ou en anglais. Ce master possède huit majeures (spécialisations) enseignées en anglais[16] : une majeure en Énergie, Ressources naturelles et Environnement (Major in Energy, Natural Resources and the Environment), une majeure en affaires internationales (Major in International Business), une majeure en Économie (Major in Economics), une majeure en Finance (Major in Finance), une majeure en Marketing et Image de Marque (Major in Marketing and Brand Management), une majeure en Création et Développement d'Entreprise (Major in New Business Development), une majeure en Management et Stratégie (Major in Management and Strategy) et une majeure en Business Analytics (Major in Business Analytics) ;
- Neuf doubles diplômes avec les établissements suivants[17] : HEC Paris (France), université de Lancaster (Royaume-Uni), Nova School of Business and Economics (Portugal), University of Queensland (Australie), UCL Louvain School of Management (Belgique), Universität Mannheim (Allemagne), Tecnológico de Monterrey (Mexique), Ivey Business School (en) à l'Université de Western Ontario (Canada) et Università Commerciale Luigi Bocconi (Italie) ;
- Un doctorat en Sciences économiques et Administration des affaires (Doktorgrad i økonomi og administrasjon ou PhD in Economics and Business Administration) enseigné en norvégien ou en anglais. NHH offre six spécialisations différentes au niveau doctoral : finance (Finance), sciences de la gestion et du management (Business and Management Sciences), comptabilité, audit et droit (Accounting, Auditing and Law), économie (Economics), communication professionnelle et interculturelle (Professional and Intercultural Communication) et en stratégie et management (Strategy and Management) ;
- Des diplômes de formation continue dans les domaines suivants : finance appliquée à l’énergie (Certificate in Financial Energy Analysis), gestion stratégique (MBA i strategisk ledelse) et gestion de la marque (MBA in Brand Management) ;
- Des séjours d’études d’une durée d’un ou deux semestres dans le cadre de programmes d’échange académique (exemple : Erasmus).

L'établissement délivre le titre de siviløkonom (en) (littéralement « économiste civil », avec des équivalents en Suède et au Danemark) aux étudiants ayant suivi un cursus de cinq années en économie et business administration. Ce titre est protégé et réglementé par le Ministère de l'Éducation et de la Recherche norvégien, et ne peut ainsi être délivré qu'aux étudiants présentant des qualifications strictes et précises. Parmi les institutions norvégiennes d'enseignement supérieur pouvant délivrer le titre de siviløkonom, on trouve Oslo and Akershus University College (en) (Høgskolen i Oslo og Akershus), École supérieure de commerce de Bodø (Handelshøyskolen i Bodø) ou encore BI Norwegian Business School (Handelshøyskolen BI), aux côtés de la Norwegian School of Economics. 
En septembre 2010, le Financial Times a classé le MSc in Economics and Business Administration de NHH au 40e rang des meilleurs masters en management européens. Le MSc in Economics and Business Administration avec la majeure International Business est le diplôme CEMS de l’école (MIM). Il est classé à ce titre au 2e rang des meilleurs masters en management en Europe par le Financial Times.

## Partenaires internationaux
NHH a signé des accords de partenariats et d'échanges internationaux avec 170 universités et écoles de commerce réparties dans une cinquantaine de pays à travers le monde. Ces partenariats sont,,: 
| Canada | États-Unis |
| --- | --- |
| - Smith School of Business, Queen's University - HEC Montréal - Dalhousie University - Université d'Ottawa - University of Regina - York University - UQAM - Université Laval - University of Alberta - University of British Columbia - University of Western Ontario, Ivey Business School, CEMS - Université de Calgary - Université Wilfrid-Laurier - Université McGill - Université de Victoria | - Université Duke - Université Columbia - New York University (Stern) - Cornell University (Johnson) - University of California Berkeley - University of California San Diego - University of North Carolina - Chapel Hill - Vanderbilt University (Owen) - American University - University of Washington - Université de Cincinnati - Université de l'Indiana - Université du Michigan - Université de Louisville - Middleburry Institute of International Studies at Monterey |

| Allemagne | Autriche                                                                                                 | Belgique | Danemark | Espagne | Estonie                                          | Finlande | France | Géorgie                                         | Grèce                                         | Hongrie                                 | Islande                   | Irlande                                 | Italie | Lettonie                                                         | Lituanie                     | Pays-Bas | Pologne                                                             | Portugal | République tchèque                      | Royaume-Uni | Russie                                                                                        | Slovaquie                           | Suède | Suisse                                       |
| --- | --- | --- | --- | --- | ------------------------------------------------ | --- | --- | ----------------------------------------------- | --------------------------------------------- | --------------------------------------- | ------------------------- | --------------------------------------- | --- | ---------------------------------------------------------------- | ---------------------------- | --- | ------------------------------------------------------------------- | --- | --------------------------------------- | --- | --------------------------------------------------------------------------------------------- | ----------------------------------- | --- | -------------------------------------------- |
| - Université de Cologne, CEMS - Universität Mannheim - Université de la Ruhr à Bochum - Université Christian-Albrecht de Kiel - Université technique de Berlin - Université technique de Dresde - Université Humboldt de Berlin - WFI - Ingolstadt School of Management - WHU - Otto Beisheim School of Management - Westfälische Wilhelms-Universität Münster - EBS Universität für Wirtschaft und Recht - RWTH Aachen University - Julius-Maximilians-Universität Würzburg - Université de Duisbourg et Essen - Université de Constance - Université de Leipzig - Freie Universität Berlin | - Johannes Kepler Universität Linz - Wirtschaftsuniversität Wien, CEMS - MCI Management Center Innsbruck | - Louvain School of Management, CEMS - Universiteit Leuven - Université de Liège, HEC Management School - UCL Mons | - Copenhagen Business School (Handelshøjskolen i København), CEMS - Université du Danemark du Sud - Aarhus School of Business (Handelshøjskolen i Århus) | - ESADE, CEMS* Université de Cordoue - Université de Barcelone - Université de Grenade - Université de Deusto - Université Complutense de Madrid - Université Charles-III de Madrid - Université de Salamanque - Université Pompeu Fabra - Université Loyola d'Andalousie | - Université de Tartu - Estonian Business School | - Aalto University School of Business, CEMS - Hanken School of Economics (Svenska Handelshögskolan) - Université de Vaasa - Université de Turku - Åbo Akademi - Université de Tampere - Université de Jyväskylä | - HEC Paris, CEMS - ESSEC - ESC Rennes School of Business - Audencia - EM Strasbourg - NEOMA Business School - EDHEC Business School - SKEMA Business School - Université de Nantes - EM Lyon Business School - Sciences Po Paris - École d'économie de Toulouse - Grenoble École de management | - International School of Economics at Tbilissi | - Athens University of Economics and Business | - Université Corvinus de Budapest, CEMS | - Université de Reykjavik | - University College Dublin (UCD), CEMS | - Università Luigi Bocconi, CEMS - LUISS Guido Carli - Università degli studi di Bologna - Università degli studi di Siena - Università degli studi di Pisa - Università degli studi di Torino | - Université de Lettonie - Stockholm School of Economics in Riga | - Université Vytautas-Magnus | - Maastricht University School of Business and Economics - Rotterdam School of Management, CEMS - Université de Tilbourg - Université de Groningue | - Warsaw School of Economics, CEMS - Cracow University of Economics | - Universidade Católica Portuguesa - Universidade Nova de Lisboa, CEMS - University of Porto - Faculty of Economics and Management - ISCTE University Institute of Lisbon | - University of Economics, Prague, CEMS | - London School of Economics, CEMS - Imperial College Business School - Université de Lancaster - Alliance Manchester Business School - Université de Newcastle | - Graduate School of Management, Saint-Pétersbourg, CEMS - Higher School of Economics, Moscou | - Université Comenius de Bratislava | - Stockholm School of Economics, CEMS - Université de Göteborg - Université de Lund - Université de Stockholm - Université d'Uppsala - Université de Jönköping - Université d'Umeå | - HEC Lausanne - Universität St.Gallen, CEMS |

| Argentine                       | Brésil                                     | Chili                                                                       | Costa Rica              | Mexique                        | Pérou               | Venezuela                                                 |
| ------------------------------- | ------------------------------------------ | --------------------------------------------------------------------------- | ----------------------- | ------------------------------ | ------------------- | --------------------------------------------------------- |
| - Universidad Torcuato di Tella | - Fundação Getúlio Vargas, Sao Paulo, CEMS | - Université Adolfo-Ibáñez, CEMS - Pontificia Universidad Católica de Chile | - INCAE Business School | - ITAM - IPADE Business School | - Universidade ESAN | - IESA Instituto de Estudios Superiores de Administración |

| Chine | Corée du Sud                                    | Israël                                | Inde | Japon | Malaisie               | Singapour | Taïwan                                                           | Thaïlande              | Turquie                |
| --- | ----------------------------------------------- | ------------------------------------- | --- | --- | ---------------------- | --- | ---------------------------------------------------------------- | ---------------------- | ---------------------- |
| - Hong Kong University of Science and Technology - City University of Hong Kong - Guanghua School of Management - Université chinoise de Hong Kong - Shanghai Jiao Tong University, Antai College of Economics and Management - Fudan University - Peking University HSBC Business School - Université Tsinghua, CEMS - Université polytechnique de Hong Kong | - Université de Corée, CEMS - Yonsei University | - Tel Aviv University Business School | - Indian Institute of Management Calcutta, CEMS - Indian Institute of Management Ahmedabad - Indian Institute of Management Bangalore - Indian Institute of Management Kozhikode | - Akita International University - Rikkyō University - Keiō University, CEMS - Nagoya University of Commerce and Business - Kobe University - International University of Japan | - University of Malaya | - Singapore Management University - National University of Singapore (NUS), CEMS - Nanyang Technological University | - National Sun Yat-sen University - National Chengchi University | - Thammasat University | - Koç University, CEMS |

| Australie | Nouvelle-Zélande                              |
| --- | --------------------------------------------- |
| - Macquarie University - Monash University - University of Sydney, CEMS - University of Melbourne - University of Western Australia - University of Queensland - University of New South Wales | - University of Waikato - University of Otago |

| Afrique du Sud                                         | Égypte                                 |
| ------------------------------------------------------ | -------------------------------------- |
| - University of Cape Town - Université de Stellenbosch | - Université américaine du Caire, CEMS |

## Personnalités liées à l'établissement

### Étudiants
Les anciens étudiants de NHH occupent aujourd’hui de nombreux postes importants dans le paysage économique et politique norvégien et scandinave. À titre d'exemples :
- Jon Fredrik Baksaas (en), PDG de Telenor, la deuxième plus grande entreprise norvégienne et la sixième plus grande entreprise de téléphonie mobile au monde[23].
- Eldar Sætre, PDG de Statoil, la plus grande entreprise norvégienne et l’une des plus grandes compagnies pétrolières offshore au monde[24].
- Helge Lund, ancien PDG de Statoil.
- Yngve Slyngstad (en) est le PDG de Norges Bank Investment Management (NBIM), la filiale de la Banque centrale de Norvège chargée de la gestion du Fonds de pension du gouvernement norvégien (Statens pensjonsfond utland ou SPU), l'un des principaux investisseurs au monde[25].
- Svein Aaser (en) est l'ancien PDG de DnB NOR, le plus grand groupe financier du pays[26].
- Siv Jensen, présidente du Parti du progrès, le plus important parti d'opposition de Norvège.
- Kristin Clemet, femme politique norvégienne, Ministre du Travail (1989-1990) et Ministre de l'Éducation et de la Recherche (2001-2005).
- Knut Arild Hareide, homme politique norvégien membre du parlement pour le comté d'Akershus et actuel dirigeant du parti Parti populaire chrétien de Norvège.
- Tom Colbjørnsen, ancien doyen de la BI Norwegian Business School.
- Finn E. Kydland, économiste norvégien et lauréat du Prix Nobel d'économie en 2004 ; il enseigne aujourd'hui à NHH[27].
- Jan Mossin (en), co-créateur du Capital Asset Pricing Model.
- Edward C. Prescott, économiste et co-récipiendaire du Prix Nobel d'économie en 2004, professeur invité en 1974-1975.
- Tore Ellingsen, économiste norvégien actif en Suède, membre du comité d'attribution du Prix Nobel d'économie.
- Agnar Sandmo (en), économiste norvégien et ancien président de la European Economic Association.
- Jo Nesbø, écrivain et scénariste norvégien, auteur de romans policiers et de littérature d'enfance et de jeunesse.
- Kristin Krohn Devold, ministre norvégienne de la Défense de 2001 à 2005.